# Фремке, Андрей Владимирович
Андрей Владимирович Фремке (1910—1978) — советский учёный, автор первых учебных пособий по телеизмерениям.

## Биография
С 1927 года учился в ЛЭТИ, в 1930 г. перевёлся в Ленинградский политехнический институт, который окончил в 1932 г.
С 1930 (ещё со студенческих времён) и по 1938 год работал в ОЛИЗ, прошел путь от лаборанта до начальника отдела.
С 1933 г. преподавал в ЛЭТИ (до 1938 г. — по совместительству). В 1940 г. защитил кандидатскую диссертацию, в 1947 г. — докторскую. Профессор.
В 1949—1978 заведующий электроизмерительной кафедрой (сменил в этой должности умершего Евгения Антоновича Свирского).

## Научные труды
Один, без соавторов, написал ряд учебных пособий по телеизмерениям, получивших широкую известность. В их числе:
- Телеизмерительные системы дальнего действия. — М.-Л.: Госэнергоиздат, 1946;
- Телеизмерения [Текст] : [Учеб. пособие для электротехн. и энергет. вузов и фак.]. — Москва ; Ленинград : Госэнергоиздат, 1958. — 304 с. : ил.; 21 см. ;
- Телеизмерения [Текст] : [Учеб. пособие для вузов по специальностям «Автоматика и телемеханика» и «Информ.-измерит. техника»]. — Москва : Высш. школа, 1968. — 262 с. : ил.; 22 см.
- Телеизмерения (издание третье, переработанное и дополненное). — М.: Высшая школа, 1975.

Возглавлял авторский коллектив неоднократно переиздававшегося (и после его смерти) учебника «Электрические измерения»: Электрические измерения : [Учебник для электроэнерг. и электротехн. спец. вузов / Байда Л. И., Добротворский Н. С., Душин Е. М. и др.]; Под ред. А. В. ФРЕМКЕ, Е. М. Душина. — 5-е изд., перераб. и доп. — Л. : Энергия : Ленингр. отд-ние, 1980. — 392 с. : ил.; 22 см; ISBN